# Anka Kowalska

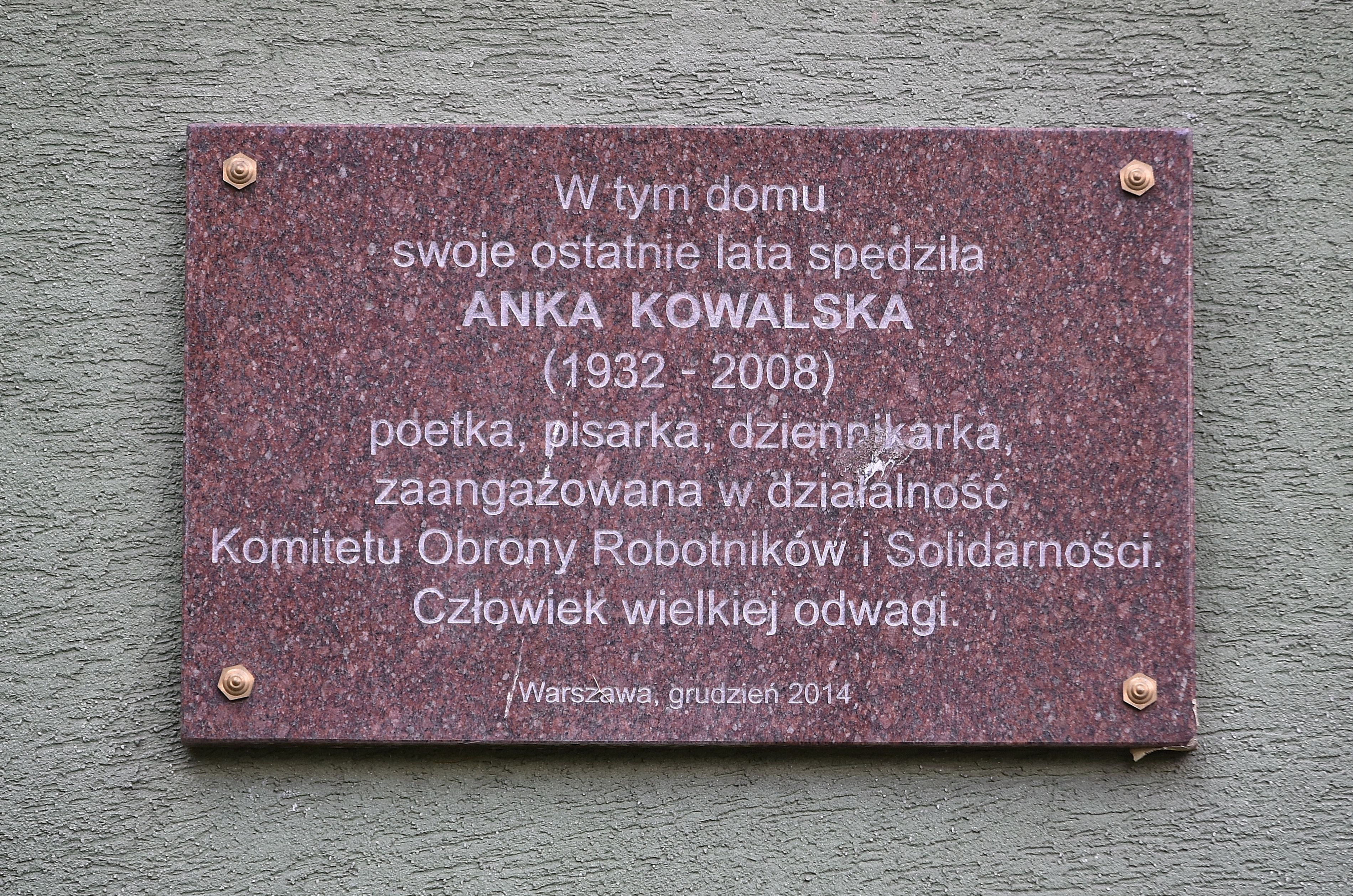
Tablica pamiątkowa przy ul. Czerniakowskiej 201 w Warszawie, gdzie Anka Kowalska spędziła ostatnie lata życia

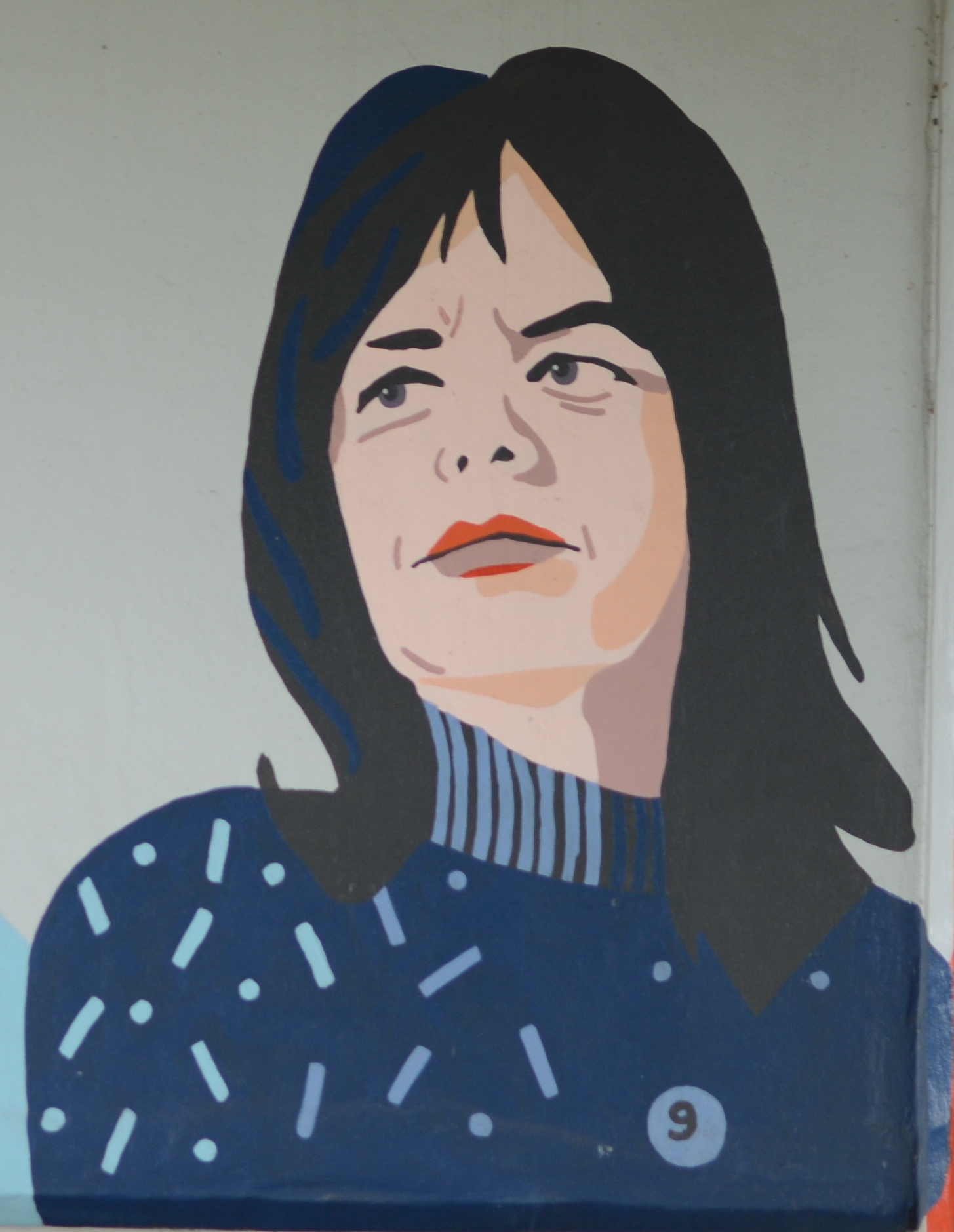
Wizerunek Anki Kowalskiej na muralu „Kobiety Wolności” w Gdańsku

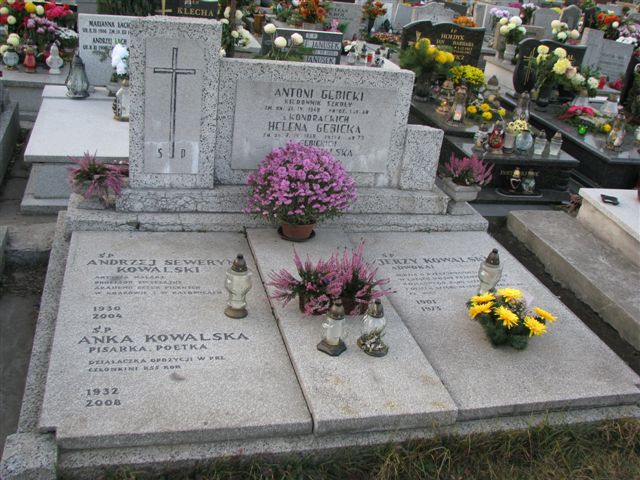
Grób Anki Kowalskiej i jej rodziny na Cmentarzu przy zbiegu ulicy Smutnej i alei Mireckiego w Sosnowcu

Anka Kowalska (właśc. Anna Małgorzata Kowalska, ur. 22 lutego 1932 w Sosnowcu, zm. 29 czerwca 2008 w Warszawie) – polska poetka, prozaiczka i dziennikarka, działaczka opozycji demokratycznej w PRL.

## Życiorys

### Edukacja
Córka Jerzego Kowalskiego i Zofii z domu Gębickiej. W czasie II wojny światowej przebywała w Sosnowcu (do 1940), a potem na wsi pod Olkuszem. Po wojnie rozpoczęła naukę w II Liceum Ogólnokształcącym im. Emilii Plater w Sosnowcu, maturę zdała w 1950 w liceum w Będzinie. W 1955 ukończyła polonistykę na Katolickim Uniwersytecie Lubelskim. Mieszkała przez większość życia w Warszawie. Została pochowana na cmentarzu przy Parafii św. Józefa Rzemieślnika w Sosnowcu (ul. Smutna / aleja Mireckiego).

### Twórczość
W czasie studiów debiutowała wierszami w „Słowie Powszechnym” (1953). W 1955 zamieszkała w Warszawie i została dziennikarką – pracowała początkowo jako korektorka, a później redaktorka w piśmie „Kierunki”, a następnie w wydawnictwie Stowarzyszenia „Pax” (od 1962). W latach 1960–1968 należała do Stowarzyszenia „Pax”, z którego wystąpiła w ramach protestu przeciwko stanowisku stowarzyszenia wobec wydarzeń marcowych. W latach 60. XX w. publikowała poezję, prozę i recenzje we „Współczesności” (1960–1961) i miesięczniku „Życie i Myśl” (1968–1969). Od 1968 do 1983 była członkiem Związku Literatów Polskich, od 1983 Stowarzyszenia Pisarzy Polskich.
W latach 70. i 80. współpracowała z pismami drugiego obiegu wydawniczego „Puls”, „Zapis”, „Biuletyn Informacyjny KOR”, „Kultura Niezależna” „Krytyka” oraz z paryską „Kulturą” i „Zeszytami Historycznymi”. Opublikowała kilka tekstów wspomnieniowych, m.in. dotyczących działalności w KOR, zebranych w tomie „Folklor tamtych lat” (Biblioteka Więzi, Warszawa 2011).
Powieść Pestka została przetłumaczona na pięć języków, a w 1995 na jej podstawie nakręcono film w reżyserii Krystyny Jandy.

### Działalność opozycyjna w PRL
Od 1976 współpracowała z Komitetem Obrony Robotników, m.in. wyjeżdżała jako obserwator na procesy robotników w Radomiu, w styczniu 1977 została członkiem KOR, prowadziła kartotekę radomską. W okresie aresztowania najaktywniejszych działaczy KOR (maj–lipiec 1977) odegrała wraz z Haliną Mikołajską i Grażyną Kuroń dużą rolę w podtrzymaniu aktywności Komitetu, m.in. przejęła redagowanie Komunikatu KOR-u. Od września 1977 wchodziła w skład Komitetu Samoobrony Społecznej „KOR”, nadal redagowała Komunikat, od 1978 należała do podpisujących „Biuletyn Informacyjny”. Była nieformalnym sekretarzem Komisji Redakcyjnej KSS „KOR”. Jej dziełem jest w dużej mierze tzw. „korkowiec” – suchy i precyzyjny język dokumentów KOR-u. Prowadziła także bank informacji o represjach. Wzięła udział w listopadzie 1978 w głodówce w bazylice św. Krzyża w Warszawie w solidarności z sądzonymi działaczami opozycji w Czechosłowacji – Karty 77. Była wielokrotnie zatrzymywana, w jej mieszkaniu SB przeprowadzała rewizje. Latem 1980 uczestniczyła w stworzonym przez Jacka Kuronia systemie zbierania informacji o strajkach, a gdy jego telefon był wyłączany, przekazywała wiadomości do Londynu.
Działała w „Solidarności”. Od 13 grudnia 1981 do 1 czerwca 1982 była internowana. Trafiła do obozu w Gołdapi, później przeniesiono ją do Darłówka. Zwolniona z internowania, dzięki organizacji Lekarze Świata wyjechała na leczenie do Francji, skąd wróciła w 1983. Po powrocie do Polski przeszła na emeryturę. Teksty Kowalskiej ukazywały się na łamach podziemnej wrocławskiej „Obecności”.

## Nagrody, wyróżnienia
- Nagroda Młodych im. Włodzimierza Pietrzaka (1959, za cykl felietonów krytycznoliterackich w „Kierunkach” pt. „Tym, którzy czytali”)
- Nagroda Peleryny na Ogólnopolskim Festiwalu Studentów w Gdańsku (1961, za tom poezji Credo najmniejsze)
- Nagroda POLCUL Foundation – Niezależnej Fundacji Popierania Kultury Polskiej w Sydney (1982)
- 3 maja 2006 odznaczona przez Prezydenta RP Lecha Kaczyńskiego Krzyżem Komandorskim z Gwiazdą Orderu Odrodzenia Polski[13][1].

## Publikacje
- Credo najmniejsze (poezje; Pax 1960)
- Pestka (powieść; Pax 1964, 1965, 1967, 1968, 1970, 1973, 1975; Omega 1991; Marabut 1995, ISBN 83-85893-28-8; Świat Książki 1996; Marabut 2001, ISBN 83-85893-28-8)
- Psalm z doliny (poezje; Pax 1969)
- Spojrzenie (poezje; Pax 1974)
- Wiersze z obozu internowanych (II obieg wydawniczy; Biblioteka Obserwatora Wojennego 1983; pierwodruk: „Kultura”, Paryż, nr 11/1982)
- Racja stanu. Wiersze z lat 1974–1984 (II obieg wydawniczy; litografie Barbary Zbrożyny; Przedświt Warszawska Niezależna Oficyna Poetów i Malarzy 1985, Agencja Wydawnicza Solidarności Walczącej 1986)

## Opracowania i inne prace redakcyjne
- Warszawa lata 1980–1986. Impresje bez retuszu (album fotograficzny; autorka przedmowy; wybór zdjęć Andrzej Płoński, Mirosław Ancypo; Independent Polish Agency, Lund 1987)
- O „Kulturze”. Wspomnienia i opinie (wespół z Grażyną i Krzysztofem Pomianami; II obieg wydawniczy; Puls, Londyn 1987; II obieg wydawniczy: Pomost 1988)

## Upamiętnienia
- W 2012 zorganizowano w Sosnowcu obchody uczczenia jej 80. rocznicy urodzin, w których uczestniczyli m.in. Bogdan Borusewicz, Adam Michnik i Andrzej Seweryn[14]
- Na fasadzie bloku przy ul. Czerniakowskiej 201 w Warszawie, gdzie mieszkała Anka Kowalska, została umieszczona tablica upamiętniająca ten fakt[15].
- W 2019 jej wizerunek znalazł się na muralu „Kobiety Wolności” na stacji PKM Strzyża w Gdańsku[16].
- Imię Anki Kowalskiej nosi warszawski skwer znajdujący się w parku na tyłach pałacu Konstantego Zamoyskiego przy ulicy Foksal[17].